# Kevin Larmee

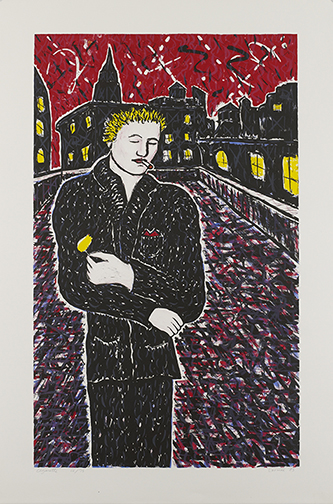
Cigarette
Lithographie, 32" × 47", 1985
Brooklyn Museum

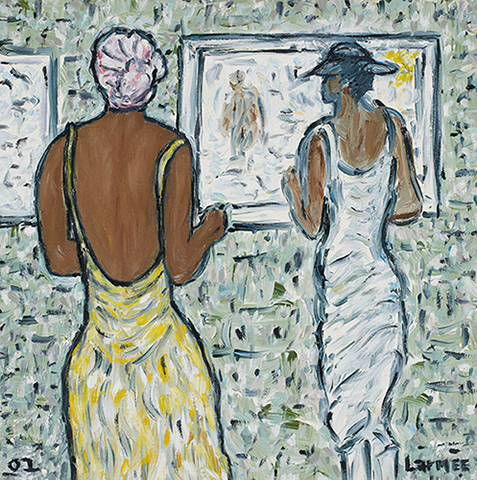
Two Ladies
Huile sur toile, 20" × 20", 2002

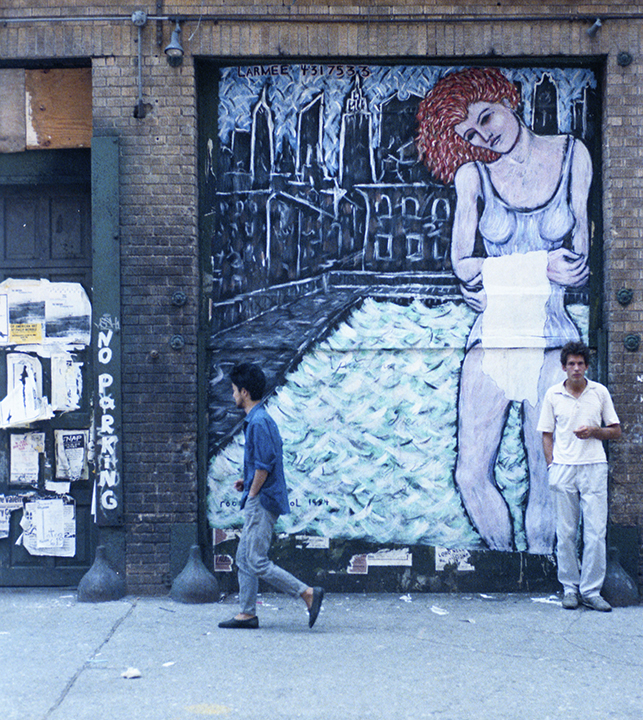
Rooftop Pool
Acrylique sur papier, collé au mur, 10' × 14', 1984, New York

Kevin Larmee (né en 1946) est un peintre américain, connu pour son investissement dans le mouvement de l'East Village à New York durant les années 1980.

## Ses débuts
Kevin Larmee est né à Ridgefield Park, New Jersey, et élevé dans la banlieue de Chicago, Illinois. Il suit des cours au collège Shimer, situé à Mount Carroll, Illinois de 1965 à 1967, puis à l'Institut des Arts de San Francisco de 1967 à 1968 et à nouveau à Shimer durant l'année 1969-70.
Sa femme, Susan Isono, et lui déménagent à New York en 1979, vivant à Soho avec leur fils Blaise Larmee, né en 1985.

## Carrière

### Peinture
Au début de l'année 1983, la scène culturelle new-yorkaise commence à se déplacer de Soho vers l'East Village, à la suite de l'ouverture de nombreuses galeries.
En 1984, se rendant compte que son travail n'attirait pas assez l'attention du monde de l'art, il commença à afficher ses œuvres, en pleine nuit, sur les murs des bâtiments proches des galeries du Lower Manhattan,,. Régulièrement, il vérifiait leur état pour les protéger des éléments et des graffitis. Ses peintures pouvaient rester en place plusieurs mois avant d'être retirées ou abimées,.
Il fut bientôt exposé dans des galeries de New York et dans d'autres lieux aux États-Unis pendant qu'il poursuivait son travail de création dans les rues,,. Il devint un élément majeur des artistes de rue, exposé dans les galeries. Présent à la galerie de l'avenue B dans le Lower East Side durant les années 1980 jusqu'à la fermeture de celle-ci à la fin de la décennie,,.
Il exposa aussi au Musée de Brooklyn durant la 24e édition: Publique et privée; Impressions américaines d'aujourd'hui. Cette exposition fut présentée dans différents musées du pays en 1986.
Sa lithographie de 1985, Cigarette, fait partie de la collection permanente du Musée de Brooklyn ainsi que d'autres travaux dans les collections des musées de Grand Rapids, d'Indianapolis et de Toledo.
En 1989, le peintre et sa famille s'installèrent à Chicago où il continue de peindre.

### Style
Les œuvres de Larmee durant les années 1980 prennent souvent place dans un environnement urbain la nuit avec un ou deux personnages dans des rues désertes, sur des quais de métro ou face à des plans d'eau brillants juxtaposant des silhouettes minimalistes, des couleurs vives et des arrière-plans à motifs. Sa technique est définie par "d'amples mouvements de brosse et une texture rude". 
Le New York Times estime que ses peintures du métro "vibrent à l'unisson des trains en mouvement".   
Symptomatique est l'œuvre de rue intitulée "le Blond à cigarette", montrant un homme debout, tenant une cigarette, ses yeux vides dirigés vers le sol, devant un arrière-plan du paysage new yorkais.
Influencé par l'Impressionnisme, ses toiles sont souvent peintes  avec des personnages à plat et une composition maitrisée,.

## Expositions (sélection)
- White Columns, New York, NY, 1983
- Solo exhibition, Avenue B Gallery, New York, NY, 1984
- Micro Show, Now Gallery, New York, NY, 1984
- ABC No Rio, New York, NY, 1984
- Fashion Moda, New York, NY, 1984
- Sex, Sharpe Gallery, New York, NY, 1984
- New York, New Art, Vorpal Gallery, San Francisco, CA, 1985
- Solo exhibition, Avenue B Gallery, New York, NY, 1985
- Contemporary Visions '85, Zolla/Lieberman Gallery, Chicago, IL, 1985
- East Village, Fashion Institute of Technology, New York, NY, 1986
- Solo exhibition, Avenue B Gallery, New York, NY, 1986
- New York: East Village Exhibit, Lancaster, OH, 1986
- Solo exhibition, Giannetta Gallery, Philadelphia, PA, 1986
- Eight Urban Painters, Fine Arts Center Gallery of the State University of New York at Stony Brook, 1986
- Public and Private: American Prints Today, Brooklyn Museum, Brooklyn, NY; Flint Institute of Arts, Flint, MI; Rhode Island School of Design, Providence, RI; Carnegie Museum of Art, Pittsburgh, PA; Walker Art Center, Minneapolis, MN; 1986–87
- Solo exhibition, Signet Arts, St. Louis, MO, 1987
- Solo exhibition, Natalie Bush Gallery, San Diego, CA, 1987
- The Eccentric Landscape, Esther Saks Gallery, Chicago, IL, 1990
- Solo exhibition, Eastwick Gallery, Chicago, IL, 1997
- The Art of Democracy, Loyola University Museum of Art, Chicago, IL, 2008